# Каганович, Юрий Семёнович
Юрий Семёнович Каганович (род. 15 апреля 1976) — теле-, кино- и музыкальный продюсер.

## Биография
Каганович Юрий родился в посёлке Хасын Магаданской области РСФСР.
В 1990 Каганович с семьёй эмигрировал в Израиль. С раннего детства занимался музыкой. Владеет фортепиано и гитарой. Окончил специальную музыкальную школу с красным дипломом. Во время службы в израильской армии (1994—1997) был удостоен армейского знака отличия из рук начальника генштаба армии. Изучал компьютерные науки и математику в Академическом колледже «Тель-Авив — Яффо».
В 1999—2001 годах был одним из основателей стартапа Навигаль. Компания разработала навигационную систему Навигаль, ставшей прародителем израильских навигационных приложений. Но разработка не увидела мир. Компания стала одной из многочисленных жертв пузыря доткомов.
В период с 2001 по начало 2002 года был редактором и ведущим на радиостанции «Спутник 92.7 FM». В соавторстве с музыкальным продюсером и композитором Михаилом Черкесом были созданы проекты «Музыкальный ринг», хит-парад «Мочалка» и другие.
В середине 2002 года присоединился к команде, создававшей в то время первый израильский тв канал на русском языке. 12 ноября 2002 года 9 канал появился на экранах. В то время Юрий занимал должность продюсера развлекательных программ и специальных проектов.
С 2003 года стал редактором и главным продюсером ежегодного мероприятия «Золотая Девятка — люди года». С 2002 по 2007 год редактировал и продюсировал развлекательные проекты, идущие на 9 канале: «Здесь и там», «Прелести жизни», «Тормозов.net», ״Двойной удар", «Музон» и многие другие.
В 2007 году был продюсером международного телевизионного конкурса молодых исполнителей «Эйлат-2007». Был членом жюри международного конкурса молодых исполнителей Песни моря в 2007, 2009, 2010 и 2011 годах.
В 2007 году известный российский продюсер Валерий Белоцерковский предложил Юрию стать управляющим партнером и возглавить московский рекламно-продюсерский холдинг Мегаполь, созданный в 1991 и известный такими проектами, как: певица Алсу, Вадим Байков, группа Любовные истории, художественный фильм Ландыш серебристый и многими другими.
В феврале 2009 года Кагановичу предложили вернуться на Девятый канал в качестве генерального продюсера канала. Юрий руководил строительством новой телевизионной студии, откуда канал начал трансляции в сентябре 2009 года. Под руководством Кагановича были воплощены в жизнь новые проекты: «Танцуют все», «Вовремя», «Спорный вопрос», «Точка отсчёта», «Восточный синдром» и другие. В марте 2012 года Юрий занял пост директора службы новостей и заместителя ген. директора канала. В 2012 году был генеральным продюсером художественного фильма Убийство по неосторожности, ставшего лучшим международным фильмом на кинофестивале Сталкер. В феврале 2014 года был назначен первым заместителем генерального директора 9 канала. В марте 2014 года в израильском городе Модиин был запущен крупнейший в Израиле телецентр, построенный под руководством Юрия Кагановича. В январе 2016 года стал генеральным директором 9 канала израильского ТВ.

## Личная жизнь
Разведён.
- сын Гиль Каганович — род. 05.12.1999
- дочь Алиса Каганович — род. 03.05.2010